# Schwechat
Schwechat è un comune austriaco di 17 409 abitanti nel distretto di Bruck an der Leitha, in Bassa Austria; ha lo status di città (Stadtgemeinde). Sul suo territorio si trova l'aeroporto di Vienna-Schwechat, principale scalo austriaco.

## Geografia fisica
Schwechat prende il nome dal fiume omonimo, che attraversa il centro cittadino; la città è divisa in quattro comuni catastali: Kledering, Mannswörth, Rannersdorf e Schwechat.

## Storia
In epoca imperiale romana (da Adriano al IV secolo), nell'area oggi occupata dalla città era presente un insediamento militare chiamato Ala Nova di 3,4 ha della provincia della Pannonia superiore.
Le prime testimonianze relative all'attuale Schwechat risalgono al 1334. Nel 1724 vi si stabilì una prima industria tessile. A partire dal XIX secolo, la città risentì della spinta all'industrializzazione che investì l'Austria, e in questo periodo nei pressi dell'area cittadina furono costruite numerose aziende, molte delle quali attive ancora oggi.
Schwechat ottenne lo status di città nel 1924 e tra il 1938 e il 1954 era accorpata alla città di Vienna.

## Monumenti e luoghi d'interesse
- Castello di Altkettenhof
- Castello di Rothmühle

## Economia
Oltre che per la presenza dell'aeroporto di Vienna-Schwechat, la città è nota per la produzione di un'omonima marca di birra. La città ospita inoltre le raffinerie petrolifere della compagnia austriaca OMV Österreichische Mineralölverwaltung.